# 라이어널 로빈스

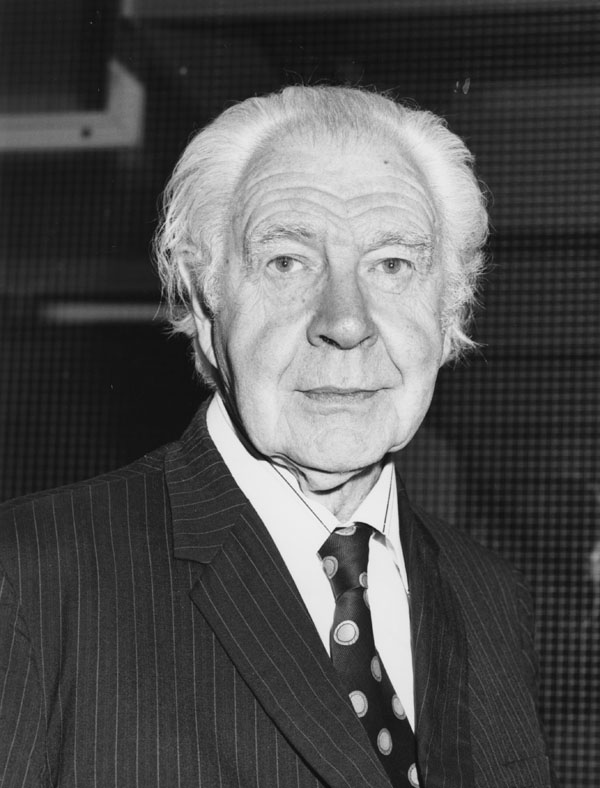

라이어널 찰스 로빈스(Lionel Charles Robbins, 1898년 11월 22일 ∼ 1984년 5월 15일)는 영국의 경제학자이다.

## 생애
라이어널 로빈스는 1898년 11월 22일 영국 런던 서부의 십슨(Sipson)이라는 곳에서 태어났다. 아버지 롤런드 리처드 로빈스(Rowland Richard Robbins)는 성공한 농장 경영주였는데, 농업 관련 정치 활동에 관심이 많았을 뿐만 아니라 직접 참여하기도 했다. 논쟁을 즐기는 독서광이자 자유무역 옹호자였는데, 아들도 나중에 같은 면모를 보이게 된다. 11세 때 어머니 로사 매리언 로빈스(Rosa Marion Robbins)가 암으로, 13세 때 여동생 위니프레드(Winifred)가 수술 후유증으로 세상을 떠나고 말았다. 기독교적 구원의 문제로 고민하기도 했던 어린 기독교도 로빈스는 두 번에 걸친 비극적 죽음을 목격한 후 종교를 멀리하게 됐다. 그렇다고 해서 그의 어린 시절이 어둡기만 한 것은 아니었다. 중산층 자본가였던 아버지 덕분에 빈곤을 직접 경험할 일은 없었고, 목가적인 전원에서 평화를 맛보며 자라났다.
제1차 세계대전 발발 1년 후인 1915년 가을, 아버지의 권유에 따라 유니버시티 칼리지 런던(University College, London)에 입학했다. 하지만 같은 해 12월 입대를 결정하고 1916년에는 포병 장교로 참전했다. 1918년 왼쪽 팔에 총상을 입어 전장을 떠났다. 종전 후에는 사회개혁 운동에 관심을 갖게 되어, 학업을 재개하는 대신, 길드(guild) 사회주의 운동에 가담했다. 그러나 곧 동료 운동가들의 사고와 행동이 비현실적이고, 길드 사회주의 문헌에는 빈틈이 많다고 느끼게 된다. 런던경제대학(London School of Economics) 학생들을 알게 되면서 기독교나 길드 사회주의가 채워 줄 수 없었던 그 무언가를 경제학이 채워 줄 수 있을 것이라고 기대하게 되었다. 1920년 런던경제대학에 입학해 1923년 졸업했는데, 졸업 당시 그의 전공은 정치사상이었다. 졸업 후 윌리엄 베버리지(William Beveridge)의 조교 생활을 경험하기도 한 로빈스는 1924년에는 옥스퍼드대학교 뉴 칼리지(New College)에서, 1925∼1927년에는 런던경제대학에서, 1927∼1929년엔 다시 옥스퍼드대학교 뉴 칼리지에서 경제학 강의를 했다. 1929년 6월에 런던경제대학으로부터 교수직(Chair of Economics) 제안을 받았고, 같은 해 8월에 런던경제대학 교수로 부임했다. 1961년 교수직에서 물러날 때까지 런던경제대학을 대표하는 교수 중 한 명이었다.
≪과학으로서의 경제학이 지닌 속성과 중요성≫의 저자로 경제학계에선 기억되고 있지만, 정책 관련 현실 문제들에 대한 매우 많은 수의 논문과 책을 1920년대 중반부터 출간하기도 했다. 경제학사(history of economics) 분야에서 20세기에 활동했던 대가 중 한 명이기도 하다. 이 분야 최초의 전문 학술지인 ≪정치경제학의 역사(History of Political Economy)≫ 창간호는 1969년에 나왔는데, 당시에 로빈스는 경제학사 분야가 경제학 내의 게토(ghetto)가 될 것을 우려해 이 분야에 특화된 학술지를 창간하는 것에 반대했다고 한다. 경제학 전 분야를 관통하는 원리가 체계적으로 제시된 저서를 집필하고자 했던 것으로 알려져 있으나 끝내 그런 저서를 남기지는 못해 아쉬운 점으로 남아 있다.
그런 아쉬움을 남길 수밖에 없었던 이유 중 하나로는, 순수 학문적 활동 외의 다른 활동들에 적극적으로 참여했던 점을 들 수 있다. 수많은 정책 결정 과정에 참여했고 그중 일부는 나름 잘 알려져 있다. 영국 실업 문제 해결을 위해 1930년에 만들어진 위원회에 참여했는데 거기서 다수파 견해를 받아들이지 않아 케인스(John Maynard Keynes)와 심각하게 충돌하기도 했다. 1941∼1945년에는 영국 전시 내각 경제 운영의 중책을 맡았고, 1944년엔 브레턴우즈 회의(Bretton Woods Conference)에 케인스와 함께 영국 대표단의 일원으로 참가했다. 1961년엔 ≪파이낸셜 타임스(The Financial Times)≫ 경영에 참여했고, 1961∼1963년에는 영국 고등교육 혁신의 밑그림 제시를 목표로 한 위원회를 이끌었다. 그 위원회가 1963년에 발표한 보고서를 ‘로빈스 보고서(Robbins Report)’라고 부르기도 하는데, 그 보고서는 영국의 고등교육 대중화에 매우 큰 역할을 했다는 게 일반적인 평가다.
영국 학계·정치계·예술계−한때 영국 왕립오페라극장 이사직을 맡기도 했다−에서 유명 인사였던 그는 1982년 7월과 1984년 5월, 두 차례 뇌졸중으로 쓰러졌고, 1984년 5월 15일에 세상을 떠났다.
2011년엔 케임브리지대학교 출판부(Cambridge University Press)에서 로빈스의 전기가 출간되었다. 저자는 수전 하우슨(Susan Howson)이며, 제목은 ≪라이어널 로빈스(Lionel Robbins)≫로 간결하다. 1000페이지가 훌쩍 넘는 분량의 그 책에 로빈스에 대한 웬만한 정보는 다 담겨 있다.